# Herbich Ferenc
Herbich Ferenc (Pozsony, 1821. január 15. – Kolozsvár, 1887. január 15.) bölcseleti doktor, geológus, az Erdélyi Országos Múzeum őrsegéde, egyetemi magántanár.

## Élete

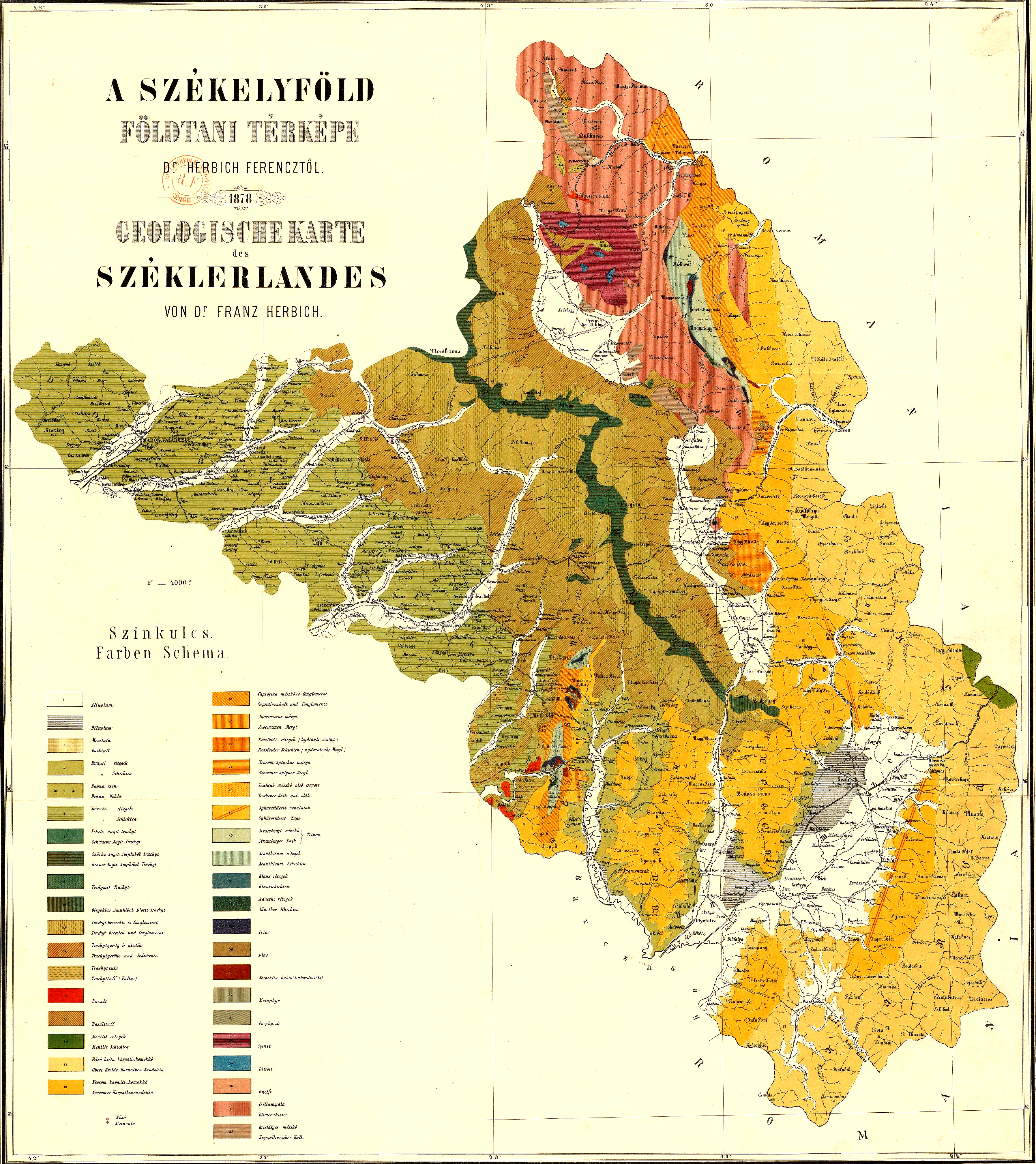
Herbich Ferenc:Székelyföld földtani térképe, (1878)

Középiskoláit Czernowitzban végezte, s minthogy atyja, szintén Herbich Ferenc, aki katonaorvos volt és mint botanikus Bukovina flórájának ismertetése körül a tudományban is jó nevet hagyott hátra, saját pályájára szánta. Miután fia Czernowitzban a középiskolát elvégezte, a bécsi Josefinumba küldte, ahol 1840-41-ben orvosi tudományokat tanult. Vágya azonban a bányászat és geológia felé hajtotta, s azért Selmecre ment, ahol 1841-44-ben elvégezte a bányászati s erdészeti tanfolyamot. 1845-től 1854—ig Bukovinában szolgált mint bányatiszt és művezető, ahol is szabad idejét Bukovina ásványainak vizsgálatával töltötte. 
1854-ben Erdélybe ment, ahol a szentkeresztbányai s fülei vasműveknél (1859-ig, majd a bélabányai királyi és magántársulati rézbányaműnél) mint bányanagy és igazgató működött, s ez idő alatt szülőhazája földét folytonosan tanulmányozta. Ekkor fedezte föl az Olt szorosának változatos másodkori tömegkőzeteit és kövületekben gazdag helyeit. 1858-ban Füléből nagyobb tanulmányutat tett Németországon át Belgiumig, mely alkalommal Tübingenben Quenstedt tanártól igen becses paleontológiai- és Krantztól Bonnban szép kőzettani tárgyakat szerzett és hozott magával, melyek később galíciai, bukovinai s kelet-erdélyi tárgyakban gazdag gyűjteményével együtt az erélyi múzeum birtokába jutottak. Balánbányáról kutató szelleme a ditrói s borszéki hegységekbe, továbbá a Nagy-Hagymás hegységbe vitte őt. Ott 1859-ben a kék sodalithoz hasonló nephelinsyenitet (vagyis ditroitet) fedezte fel, mire az ő bő gyűjtési alapján ismerkedett meg a tudományos világ ezen érdekes kőzetekkel. 1861-ben Cotta Bernát tanárt kalauzolta Erdély hegységeiben. A nagy-hagymási hegységben szintén ezen időben fedezte fel azokat a gazdag másodkori kövülethelyeket, melyeket később a tudomány javára kizsákmányolt. 
1869. október 1-jén az Erdélyi Országos Múzeumhoz ment őrsegédnek, s ettől fogva egészen a tudomány szolgálatába szegődött. A múzeum föld- és őslénytani gyűjteményének nemcsak saját gyűjteményével gazdagítása, hanem szakszerű rendezése, mondhatni újjáteremtése az ő érdeme. Összegyűjtvén Erdély eruptív kőzeteit, az 1873. évi bécsi világkiállításon 1500 gyönyörű példányból álló gyűjteményt mutatott be; csak így lehetett neki Erdély földtani térképét elkészíteni az eruptív kőzetek elterjedésének kimutatása céljából. Az 1870-75. években az akkor még ifjú magyar királyi földtani intézetnek szentelte tevékenysége egy részét, amennyiben mint ideiglenesen alkalmazott segédgeológus Erdély keleti részének átnézetes fölvételével bízták meg. 1875-ben a kolozsvári egyetem bölcseletdoktorává avatta s magántanárrá habilitálta az osztrák-magyar birodalom földtani viszonyainak előadására. 1879-ben a közös pénzügyminisztérium két évre, császári és királyi bányatanácsosi címmel, Bosznia-Hercegovina számára bányaügyi előadóvá nevezte ki; mely sikeres működéséért kapta a Ferencz-József lovag-rendjelt. 
Az 1882. február 3-ai mocsi meteorithullás alkalmakor Herbich érdeme, hogy a legnagyobb 35-70 kilogrammos meteorkő az erdélyi múzeumba jutott. 1882-84-ben Erdély új földtani térképének elkészítésében a törcsvári és ojtozi szorosok közti Kárpátok felvételét ő eszközölte. 1884-ben állította össze az erdélyi múzeum számára az imént említett Kárpátterületnek teljes kőzetgyűjteményét, mely aztán 1885-ben az országos kiállításon is szerepelt. A bécsi császári és királyi birodalmi földtani intézet levelezője, a magyar földtani társulat és a cherbourgi Société nationale des Sciences naturelles levelező-, a bukovinai Verein für Landeskultur und Landeskunde és a nagyszebeni természettudományi társulatnak rendes tagja s az erdélyi múzeum-egylet alapító tagja volt. Meghalt 1887. január 15. Kolozsvárt. Budapesten a természettudományi társulat február 9-ei közgyűlésén és Kolozsvárt az erdélyi múzeum-egylet közgyűlésén február 20-án Koch Antal egyetemi tanár tartott fölötte emlékbeszédet.

## Írásai
Cikkei a Hingenau Zeitschrift f. Berg- u. Hüttenwesenjében (1859. Über die Braunkohlenformation in Ostsiebenbürgen, Über die Rotheisensteine von Alsó-Rákos und Vargyas); az Oesterr. Zeitschr. f. Berg- und Hüttenwesenben (1861. Die Urschieferformation der Ost-Karpaten und ihre Erzlagerstätten); a nagy-szebeni Verhandlungen und Mittheilungen für Naturwissenschaftenben (1862. Geologische Skizze von Borszék, 1865. Geologische Ausflüge auf den Butschetsch, 1866. Geologische Streifungen im Altdurchbruche zwischen Felső- und Alsó-Rákos, Geologiscbe Excursion nach Balánbánya und dem Vöröstó, nach Békás, Zsedánypatak u. s. w. 1868. Beiträge zur Paläontologie Siebenbürgens); az Erdélyi Múzeum-egylet Évkönyvéhen (VI. 1872. A kolozsvári javasolt artézi kútról, Basalt-obsidián, 1873. Az eruptív kőzetek beosztásáról Erdélyben), a bécsi Verhandlungen der k. R.-ben (1872. Beobachtungen aus dem östl. Siebenbürgen), az Erdélyi Múzeumban (II., IV., V. 1875. 1877. és 1878. Bányász-földtani észleletek Erdélyben), a Földtani Közlönyben (1877. Geologiai tapasztalatok az erdélyi Érczhegység keleti szélén) a Kolozsvári Orvos-Természettudományi Értesítőben (1885. Paleontologiai adatok az erdélyi Kárpátok ismeretéhez, 1887. Az erdélyi keleti Kárpátok képződményeiről.)

## Munkái
- Beschreibung der bis jetzt bekannten Mineralspecies der Bukovina. Leipzig, 1859
- Északkeleti Erdély földtani viszonyai. Pest. 1871 (M. kir. földtani intézet Évkönyvei I. 3. Németül is Uo.)
- A Székelyföld földtani és őslénytani leírása. Bpest, 1878. 36 kőnyomatú táblával, egy földtani térképpel (M. kir. földtani intézet Évkönyvei V. Németül is Uo.)
- Paleontologiai tanulmányok az erdélyi érczhegység mészkőszirtjeiról. Bpest, 1887 (M. kir. földtani intézet Évkönyvei VIII. 1. Németűl is. Uo.)